# Збройні сили Ісландії
Ісландські сили оборони складаються з берегової охорони, яка відповідальна за патрулювання територіальних вод та повітряного простору, та інших служб, на зразок Національної безпеки Національного комісара та підрозділу спеціального призначення.
Незважаючи на це, Ісландія є єдиним членом НАТО, який не має постійної армії, хоча немає жодних юридичних перешкод для їх формування і ісландські служби виконують операції, які їх союзники по НАТО відносять до юрисдикції власних регулярних збройних сил.

## Воєнна історія Ісландії

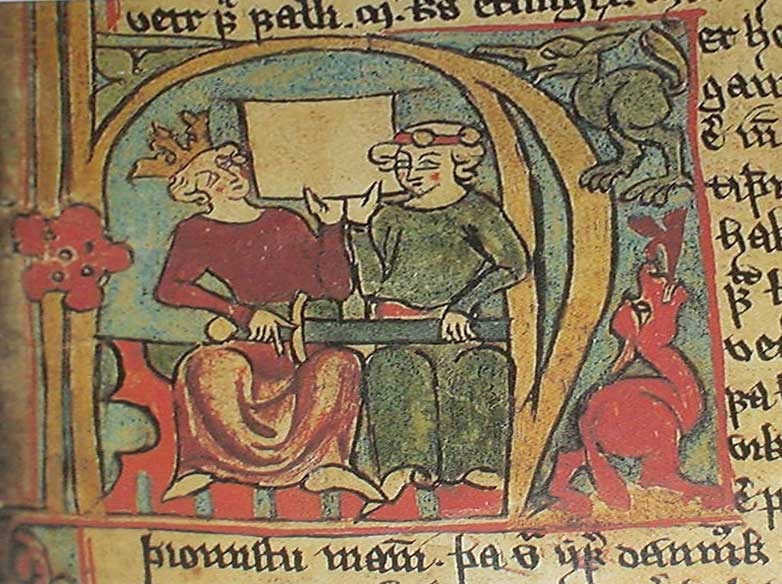
Ілюстрація Hákon Hákonarson, король Норвегії та Skúli Bárðarson з Flateyjarbók

У період від заселення Ісландії у 870-х роках, і до того, як вона стала частиною королівства Норвегії, оборону Ісландії здійснювали кілька вождів («Goðar») та їхні вільні послідовники («þingmenn», bændur або liðsmenn), організовані відповідно до стандартної Північної військової доктрини того часу в експедиційних арміях, таких як leiðangr. Ці армії поділялися на підрозділи відповідно до якості воїнів і їх походження. Наприкінці цього періоду кількість вождів зменшилася, а їхня влада зросла, на шкоду їхнім послідовникам. Це призвело до тривалої та кровопролитної громадянської війни, відомої як Епоха Стурлунгів. У типовій її битві брали участь менше 1000 чоловік.
Десантні операції були важливою частиною війни в Ісландії в цей період, особливо в Вестфіордах, але великі морські бої були рідкістю. Найбільша така битва, відома як Flóabardagi, включала кілька десятків кораблів у Húnaflói (бухта).
За десятиліття до Наполеонівських війн кілька сотень ополченців на південному заході Ісландії були в основному оснащені іржавою та переважно застарілою середньовічною зброєю, включаючи алебарди 16-го століття. Коли британські капери прибули в Ісландію у 1808 році, після того як більшу частину Королівського дано-норвезького флоту було захоплено або знищено в битві за Копенгаген в 1807 році, кількість пороху в Ісландії була настільки малою, що губернатор Ісландії Фредеріх Крістофер Трампе, граф Трампе, не міг чинити жодного опору британцям.
У 1855 році ісландська армія відновлена Андреасом Августом фон Колем, шерифом Вестманнаейяра. У 1856 році король виділив 180 риксдоларів на купівлю зброї та ще 200 ріксдоларів наступного року на цю ж ціль. Шериф став капітаном нової армії, відомої як Herfylkingin, «Батальйон». У 1860 році фон Коль помер, і командування прийняв Петур Б'ярнасен. Через дев’ять років Б’ярнасен помер, не призначивши наступника, і в армії почався розлад.[джерело?]

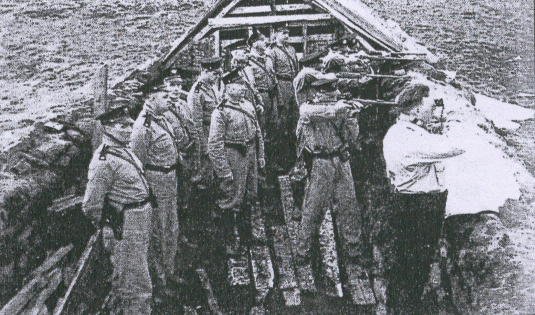
Офіцери оборони в траншеї на Vaðlaheiði у 1940 році

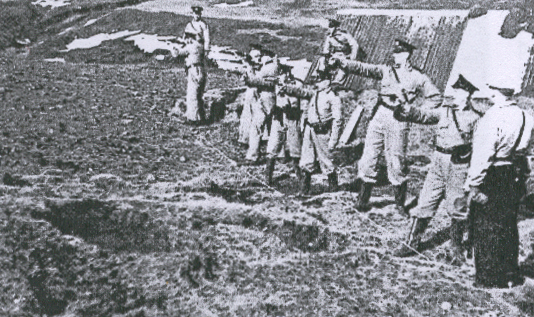
Агнар Кофоед Хансен навчає своїх офіцерів мистецтву війни в 1940 році

У 1918 році Ісландія відновила суверенітет як окреме королівство під керівництвом данського короля. Незабаром після цього Ісландія створила берегову охорону, але створити постійну армію було фінансово неможливо. Уряд сподівався, що постійний нейтралітет захистить країну від вторгнення. Але на початку Другої світової війни уряд був стурбований можливим вторгненням і вирішив розширити Національну поліцію Ісландії («Ríkislögreglan») та перетворити її резерви у військовий підрозділ. Головний комісар поліції Агнар Кофоед Хансен пройшов навчання в данській армії, і він переїхав навчати своїх поліцейських офіцерів військовій службі. ДЛя них придбано військові зброю та уніформу. Вони практикували стрільбу з рушниць і військову тактику поблизу Laugarvatn. Хансен ледве встиг навчити своїх 60 офіцерів перед вторгнення Великобританії в Ісландію 10 травня 1940 року. Перед ним Агнар хотів збільшити збройні сили країни, але міністр юстиції Ісландії відхилив його пропозицію.
У середині 1941 року, залишаючись нейтральними, Сполучені Штати взяли на себе окупацію Ісландії від британців, але не без схвалення на це Ісландії. Розміщення збройних сил США в Ісландії тривало й після Другої світової війни, зрештою закріплене в Agreed Minute. У 1949 році Ісландія була одним із засновників НАТО і єдиним його членом, який не мав постійної армії, приєднавшись до НАТО за умови, що вона не буде створювати її. Однак її стратегічне географічне положення в Атлантиці зробило її безцінним членом Альянсу. Таким чином, розширення силових структур Ісландії охопило, в основному, ісландську берегову охорону, яка брала участь у серії зіткнень з британськими рибальськими суднами та військовими кораблями Королівського флоту, відомих як Тріскові війни. Жодна з Тріскових війн не відповідає жодним із загальних порогів для звичайної війни, і їх точніше можна описати як мілітаризовану міждержавну суперечку.
Сили оборони Ісландії — військове командування Збройних сил США у 1951—2006 роках. СОІ створені на замовлення НАТО, виникли, коли Сполучені Штати підписали Угоду «Про забезпечення оборони Ісландії». СОІ складалися з цивільних ісландців та військових з інших країн НАТО. СОІ скорочено після закінчення Холодної війни. Але після 1991 року Повітряні сили США утримували в Ісландії від чотирьох до шести літаків-перехоплювачів на військово-морській базі Кефлавік, до 30 вересня 2006 року. З травня 2008 року країни НАТО періодично розгортають винищувачі для патрулювання повітряного простору Ісландії в рамках місії Icelandic Air Policing.
Під час суперечки Icesave з британським та голландським урядами Ісландія дала зрозуміти, що британське патрулювання в її повітряному просторі недоцільне з огляду на стан справ, і 14 листопада 2008 року Великобританія скасувала свої патрулювання та захист Повітряного простіру Ісландії, який до суперечки мав початися в грудні 2008 року.
Після виведення американських військ у 2006 році Ісландія реорганізувала власну військову інфраструктуру у формі Ісландського оборонного агентства (Varnarmálastofnun Íslands), заснованого в 2008 році. при Міністрі закордонних справ Ісландії. Агентство взяло на себе діяльність на морській авіаційній базі Кефлавік, але було закрито в 2011 році внаслідок економічної кризи, а його функції розподілено між департаментами Міністерства закордонних справ і Міністерства юстиції. Берегова охорона Ісландії зараз займається військовою інфраструктурою в країні.

## Безпекова угода зі США
Існує угода з Сполученими Штатами, які до 2006 року утримували Військово-морську авіабазу Кефлавік для оборони Ісландії. Цю базу, якою зараз керує берегова охорона Ісландії, регулярно відвідують військові США та інші країни-члени НАТО. У 2017 році Сполучені Штати оголосили зацікавленість реконструкцією ангара авіабази, щоб розмістити у ньому Boeing P-8 Poseidon ASW літак.

## Інші безпекові угоди
Існують також угоди щодо військових та інших операцій безпеки з Норвегією, Данієюта інші члени НАТО.

## Участь Ісландії в навчаннях і операціях НАТО
Ісландія проводить щорічні навчання НАТО «Північний вікінг». Останні навчання відбулися у 2022 році, а також навчання EOD «Північний виклик». У 1997 році в Ісландії відбулися перші навчання Партнерство заради миру (ПЗМ) «Cooperative Safeguard» — єдині багатосторонні навчання в рамках ПЗМ, у яких брала участь Росія. Інші великі навчання ПЗМ відбулися в 2000 році. Ісландія також надала миротворців ICRU до SFOR, KFOR та ISAF.

## Участь Ісландії у війнах
Ісландія ніколи не брала участі в повномасштабній війні чи вторгненні. Крім того, конституція Ісландії не містить механізму оголошення війни.

## Галерея

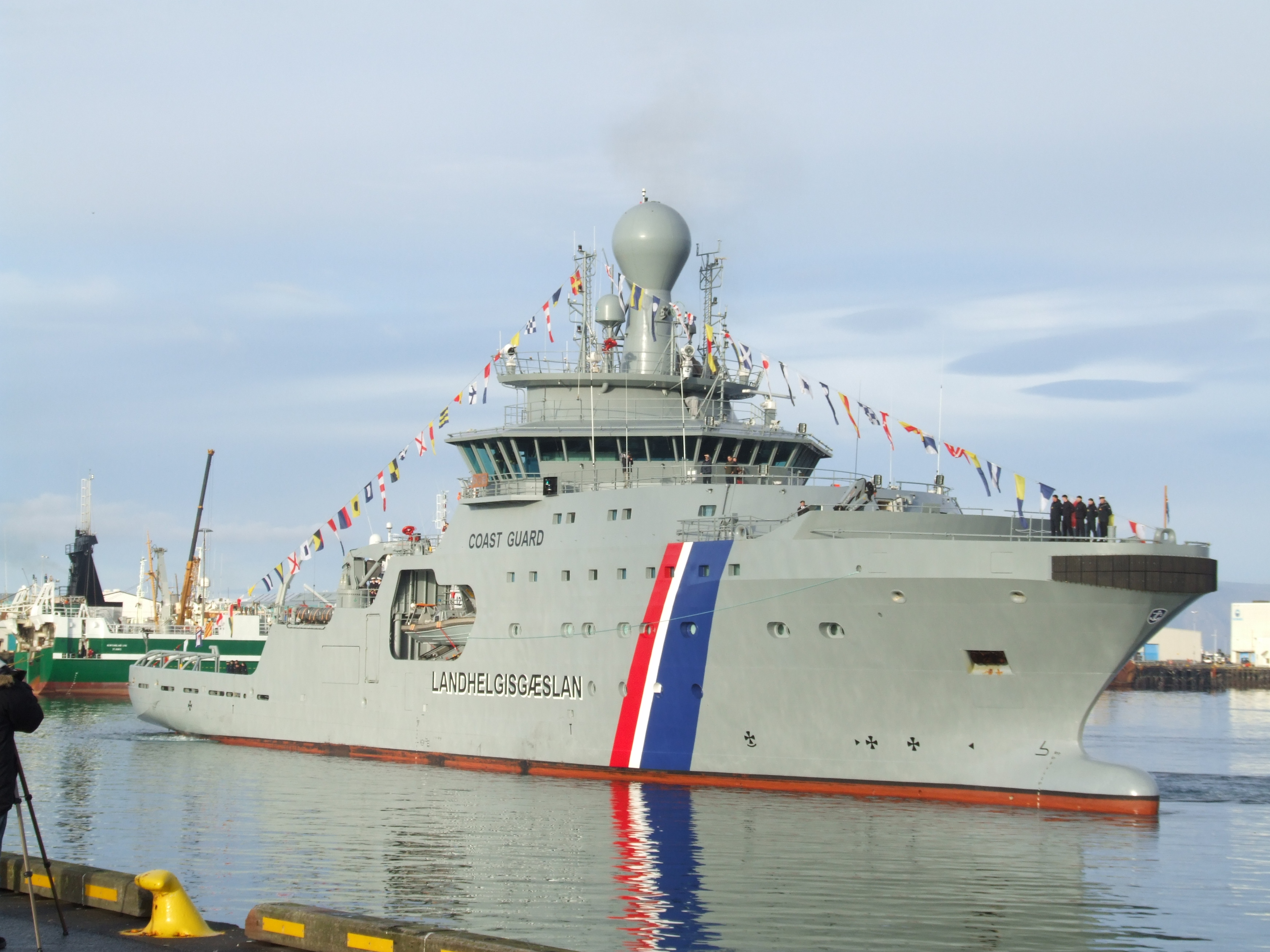
Ісландський Флагман ICGV Þór, 27.10.2011, Рейк'явік

## Берегова охорона

### Історія
Невдовзі після того, як Ісландія відновила суверенітет у 1918 році, заснована ісландська берегова охорона. Її перше судно, колишнє датське дослідницьке судно, було озброєне 57 мм гарматою. У 1952, 1958, 1972 та 1975 роках уряд поступово розширював виключну економічну зону Ісландії до 4, 12, 50 та 200 морських миль (7, 22, 93 та 370 кілометрів). Це призвело до серії конфліктів з Сполученим Королівством, відомомих як «Тріскові війни». Берегова охорона Ісландії та Королівський флот кілька разів протистояли один одному протягом цих років. Хоча пострілів було небагато, напружених моментів було багато.
Берегова охорона відповідальна за захист суверенітету та життєво важливих інтересів Ісландії, включаючи найцінніший природний ресурс — рибальські райони, — а також за забезпечення безпеки, пошуку та порятунку рибальського флоту Ісландії.

### Функції
Сьогодні берегова охорона залишається головною бойовою силою Ісландії, оснащеною озброєними патрульними кораблями та літаками та бере участь у миротворчих операціях в інших країнах.
Берегова охорона підтримує систему протиповітряної оборони Ісландії, яка раніше була частиною ліквідованого Агентство оборони, тому веде спостереження з землі за повітряним простором Ісландії.

### Засоби
Берегова охорона Ісландії налічує чотири кораблі і чотири літаки та вертольоти (літак із нерухомим крилом і три гелікоптери) і озброєна стрілецькою зброєю, морською артилерією та радарними станціями ППО..

Кораблі берегової охорони Ісландії. Týr у центрі.

### Система протиповітряної оборони Ісландії

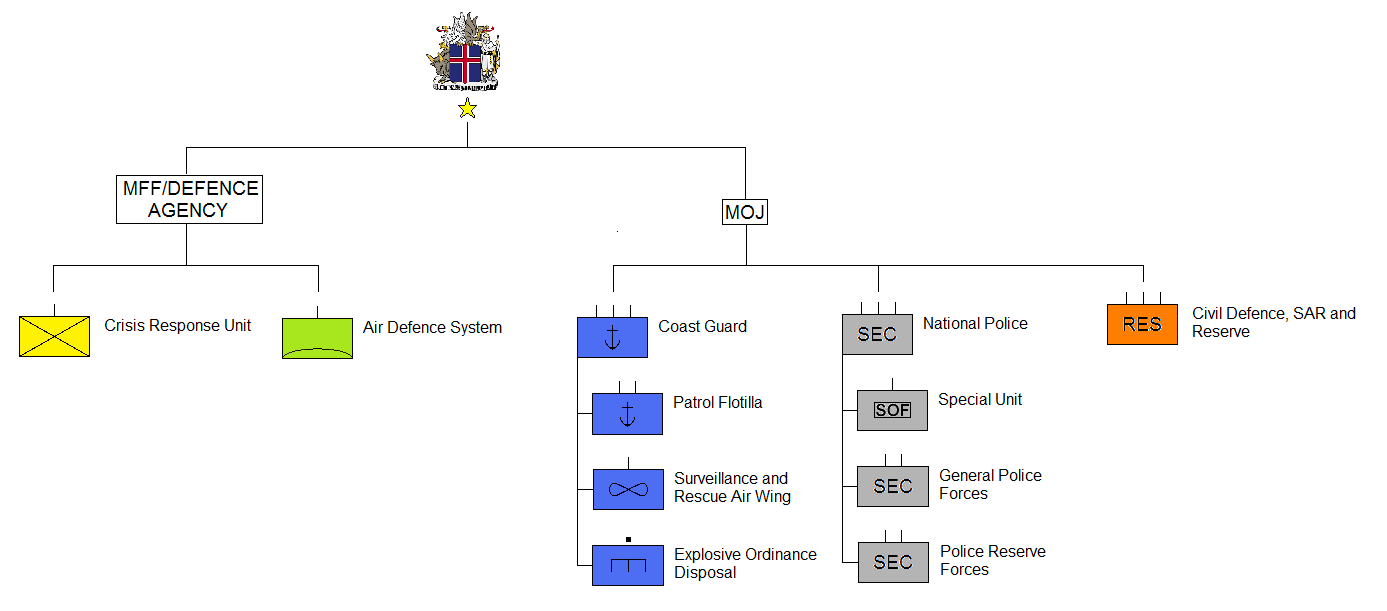
Структура збройних сил Ісландії

Ісландська система протиповітряної оборони або Íslenska Loftvarnarkerfið заснована в 1987 році і керує чотирма радіолокаційними комплексами, програмним забезпеченням і допоміжним об'єктом, а також командним і звітним центром. Входить до складу берегової охорони.
Союзники Ісландії по НАТО регулярно розгортають свої винищувачі в цій країні для патрулювання її повітряного простору в рамках місії Icelandic Air Policing.

## [Ісландський підрозділ з реагування на кризи
Крім того, існує неозброєний Ісландський підрозділ з реагування на кризи (ICRU), яким керує Міністерство закордонних справ, яке є невеликою миротворчою силою Ісландії, які розгорнуті на міжнародному рівні з 2008 року.
Ісландський підрозділ реагування на кризи (ICRU) (або Íslenska friðargæslan або «Ісландська миротворча гвардія») — експедиційні миротворчі сили, які утримує Міністерство закордонних справ. Він укомплектований персоналом інших служб Ісландії, озброєним і неозброєним, включаючи кадри Національної поліції, берегової охорони, служби екстреної допомоги та системи охорони здоров'я. Оскільки більшість завдань ICRU — військового характеру, усі його члени проходять базову бойову підготовку піхоти. Ці тренування часто проводила Норвезька армія, але берегова охорона та спецназ також призначені для навчання ICRU.[джерело?]
Більшість камуфляжу та озброєння ICRU закуповується з-за кордону, з деякими місцевими розробками. Деяку зброю та уніформу також позичено у Сил оборони Норвегії.[джерело?]
Формування та використання підрозділу викликало суперечки в Ісландії, особливо серед прихильників лівих політичних поглядів. У жовтні 2004 року троє співробітників ICRU поранені під час вибуху смертника на Чікен-стріт у Кабулі, у результаті якого загинули 13-річна афганська дівчина та 23-річна американка. Інцидент викликав різку критику командира групи, полковника Халгрімура Сігурдсон, який незважаючи на накази не залишати аеропорт Кабула без крайньої необхідності, повів групу на Курячу вулицю Кабула, щоб купити килими.. Через кілька тижнів після теракту його командування передано підполковнику Гардару Форбергу,<ref>Örlygur Steinn Sigurjónsson (1 грудня 2004). Hefði óskað þess heitast að sleppa ferðinni. Morgunblaðið (Icelandic) . с. 6. Процитовано 1 липня 2022 — через Tímarit.is.  </ ref>, а потім полковнику Ларусу Атласону.[джерело?]
У 2008 році співробітники ICRU у формі, які все ще були озброєні для самооборони, повернули свою зброю та переодяглися в цивільний одяг. Починаючи з 2008 року політика Групи полягає в тому, що, за винятком особливих обставин, персонал ICRU не носить уніформу чи зброю.[джерело?]

### Місії ICRU
ICRU працював або працює в:
- Військові місії:
  -  Афганістан в рамках ISAF

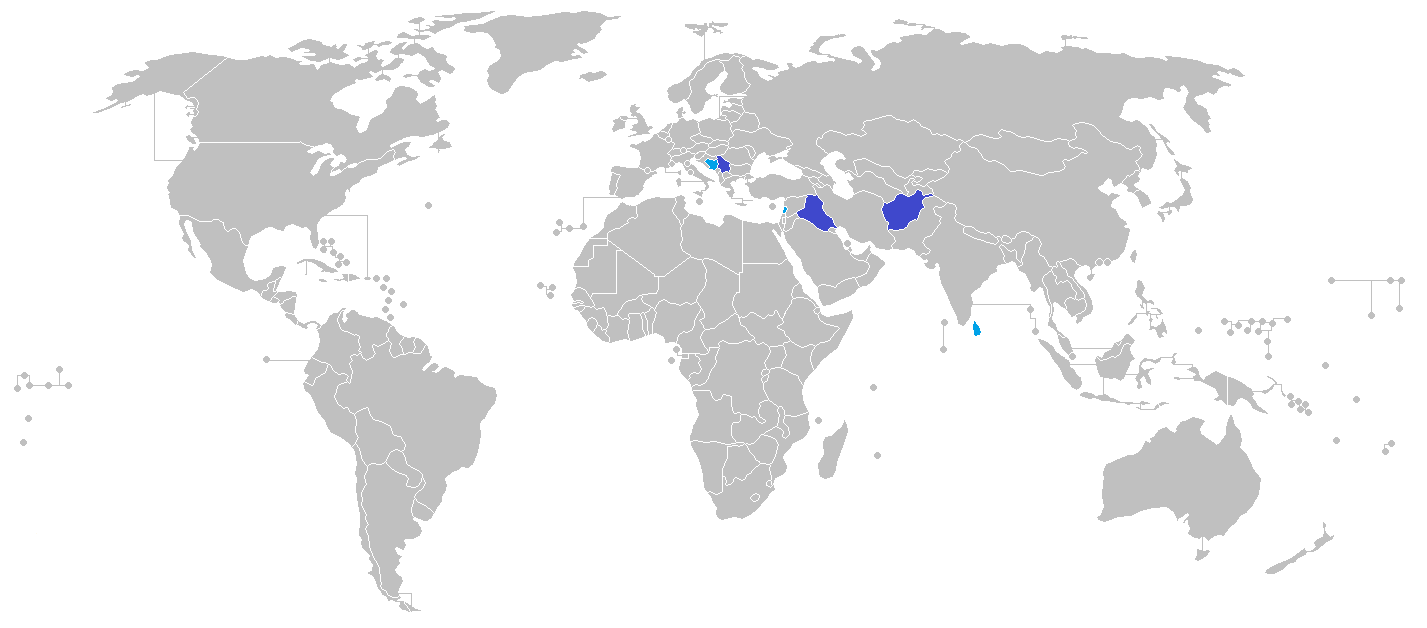
Місії ICRU

  -  Ірак в межах NTM-1 (та берегова охорона в Dancon/Irak)
  -  Косово, у складі КФОР
- Цивільні місії:
  -  Боснія і Герцеговина в межах EUPM
  -  Ліван у межах Центру координації протимінної діяльності для Південного Лівану (MACC-SL)
  -  Шрі-Ланка в межах SLMM

## Список стрілецької зброї, що використовується ісландськими силами
- Glock 17 — Бокова зброя (пістолет)
- AG-3 — Бойова гвинтівка
- Heckler & Koch MP5 — Пістолет-кулемет
- Blaser R93 — снайперська гвинтівка
- Rheinmetall MG3 — Кулемет загального призначення